# 週刊 マイ・ディズニーランド
週刊 マイ･ディズニーランド(しゅうかん マイ・ディズニーランド、My Disneyland)とは、デアゴスティーニ・ジャパンが毎週火曜日に発行していた週刊誌(分冊百科)である。全100号。創刊号のみ790円(税込)、それ以降は1,490円(税込)。

## 概要
- アメリカカリフォルニア州アナハイムにあるディズニーランドのジオラマを完成させるシリーズである。
- 毎号ジオラマアイテムが付いてくる。
- 本誌は4つの章に分かれている。(次項参照)

## 構成
4つの章で構成されている。

### ジオラマアイテム
各号に付いてくるジオラマアイテムを紹介するページ。細部のつくりや配置の仕方などもとりあげられている。

ジオラマを完成させたもの

### アナハイム探訪
アナハイムにあるディズニーランド･パークのアトラクションや、周辺施設についてとりあげられている。

### キャラクター図鑑
キャラクターたちのプロフィールや性格、交友関係についてとりあげられている。

### ディズニー･ワークス
ディズニーの映画やアニメなどについてとりあげられている。

## 関連人物
- 村上一昭 - ジオラマの設計と製作指導